# Fredslund
Fredslund is een plaats in de gemeente Mariestad in het landschap Västergötland en de provincie Västra Götalands län in Zweden. De plaats heeft 135 inwoners (2005) en een oppervlakte van 12 hectare. Fredslund wordt omringd door zowel landbouwgrond als bos en vlak langs de plaats loopt de Europese weg 20. De stad Mariestad ligt ongeveer tien kilometer ten zuidwesten van het dorp.